# Дабелов, Христофор Христиан фон
Христофо́р Христиа́н барон фон Дабе́лов (нем. Christoph Christian Freiherr von Dabelow, 19 июля 1768, Нойбуков — 27 апреля 1830, Дерпт) — профессор в Галле и Лейпциге; с 1819 года профессор римского и германского права в Дерпте, статский советник. Стал известен как первооткрыватель списка, в котором якобы заключен «каталог» Библиотеки Ивана Грозного.

## Биография
Христофор Христиан фон Дабелов родился в Нойбукове близ Шверина. Отец его был советником юстиции. Изучал юриспруденцию в Йенском университете, после чего занимался адвокатурой до 1789 года, когда получил степень доктора права. Уже в 1791 году в возрасте 23 лет он стал экстраординарным (внештатным) профессором в Галле. Спустя два года, будучи принятым в штат университета, начал активно заниматься научной деятельностью.
Опубликовал следующие правоведческие труды: «История источников общего германского положительного права» (1791), «Введение к изучению германского позитивного права» (1793), «Энциклопедия и методология права» (1793), «Система общего современного гражданского права» (1794), «Учебник государственного и международного права германцев» (1795), «Попытка систематического изложения учения о конкурсном процессе» (1792—1795) и множество других.
В 1806 году университет был закрыт по указанию Наполеона. До его восстановления в 1807 году Дабелов путешествовал по Германии и Европе. После ознакомления с библиотеками Франции и Италии, начал заниматься изучением права в том числе и этих стран, опубликовав на эти темы ряд научных работ. В 1811 году был призван на службу герцогом анхальт-кетенским, от которого позже получил титул барона.
В 1819 году Дабелов принял предложение Дерптского университета и переехал туда работать в качестве ординарного профессора права. В Дерпте также занимался научной деятельностью. Выпустил следующие труды: «Историко-догматические очерки древнегерманского частного права» (1819), «Древнеримское право in usum studiosorum» (1822) и другие.
Христофор Христиан фон Дабелов умер в 1830 году.

## «Список Дабелова»
Х. Х. Дабелов по сей день широко известен как первооткрыватель «списка», в котором описывается содержание части Библиотеки Ивана Грозного. Этот документ якобы был найден им среди неопубликованных бумаг архива эстонского города Пярну, присланных Дабелову в то время, когда он занимался историей лифляндского права и собирал материалы по этой теме.
В списке, опубликованном Дабеловом в 1822 году в числе прочих архивных материалов, перечисляется множество редчайших древних латинских и греческих сочинений, многие из которых не дошли до настоящего времени. Позже на эту публикацию обратил внимание правовед В. Ф. Клоссиус, который обратился к Дабелову с просьбой показать ему оригинал списка. Однако профессор заявил, что у него есть лишь снятая им копия, а подлинник он отправил обратно в Пярну. Несмотря на все усилия Клоссиуса, найти этот документ не удалось. Архивариусы даже не смогли отыскать каких-либо справок и упоминаний о нём. В результате в 1834 году Клоссиус в статье «Библиотека великого князя Василия Иоанновича и царя Иоанна Васильевича» заявил, что оригинал, скорее всего, никогда не существовал.
Попытки отыскать подлинник «Списка Дабелова» предпринимались и позднее. Некоторые ученые (например, историк С. А. Белокуров) отрицали его существование. В XX веке разысканиями в архиве Пярну занимался археолог И. Я. Стеллецкий, который утверждал, что видел список своими глазами, но оригинал вновь загадочно «исчез».
Согласно некоторым предположениям, автором списка мог быть немецкий пастор Иоганн Веттерман, которому, согласно «Ливонской хронике» Ниенштедта, Иван Грозный показывал свои книжные сокровища и просил помочь перевести отдельные книги.